# 포스 힐라론
포스 힐라론(그리스어: Φῶς Ἱλαρόν, Phos Hilaron)은 코이네 그리스어로 쓰여진 오래된 기독교 찬가이다. 한국에서는 성공회와 동방 정교회에서 이 기도문을 사용하고 있다.

## 내용
포스 힐라론이 최초로 기록된 것은 늦은 3세기나 이른 4세기로 여겨진다. 이 찬가는 저녁에 등불을 밝히며 노래되었기 때문에 Lamp-lighting Hymm으로 불렸다. 이 문서에 소개된 것은 한국의 포스 힐라론으로, 이 찬가는 성공회와 동방 정교회 이외에도 루테니안 가톨릭 교회, 멜카이트 가톨릭 교회 등에서도 사용된다.

### 성공회
성공회에서는 성공회 기도서 안의 저녁 기도에 실려 있다.

#### 성공회의 '은혜로운 빛이여'
은혜로운 빛이여, 하늘에 계시며 영원하신 성부의 찬란한 빛이여, 거룩하시고 복되시도다. 주 예수 그리스도여!
해 저무는 이 때에, 우리는 황혼 빛을 바라보며, 주님께 찬양의 노래를 부르나이다.
하느님, 성부 성자 성령이여! 주님은 언제나 찬양 받으시기에 합당하시오니, 생명을 주시는 하느님의 성자여, 온 세상으로부터 영광 받으소서.

### 동방 정교회
동방 정교회에서도 역시 만과(저녁 기도) 때 드린다.

#### 동방 정교회의 '화사한 빛'
거룩하시고 영원하신 하느님 아버지의 화사한 빛이신 예수 그리스도시여,
우리는 지는 해를 향하여 석양을 보며 성부와 성자와 성령이신 하느님을 찬송하나이다.
언제나 즐거운 마음으로 주님을 찬양함이 마땅하도다.
생명을 주시는 하느님 예수 그리스도시여,
그러므로 모든 세상은 주님께 영광을 바치나이다.

## 같이 보기
- 대한 성공회
- 한국 정교회
- 성공회 기도서